# Fangbecher
Fangbecher, auch Trichterball oder Klick & Fang, ist ein Geschicklichkeitsspiel für Kinder, das sich vermutlich aus dem französischen Spiel Bilboquet entwickelt hat.
Ähnliche Kugelfangspiele sind auch in anderen Ländern unter den Namen Balero, Bilboquet, Perinola, Kendama, Cup and Ball oder Ring and Pin bekannt. Das Fangbecherspiel Trichterball unterscheidet sich jedoch dadurch, dass der Ball nicht durch eine Schnur mit dem Fanggerät verbunden ist.

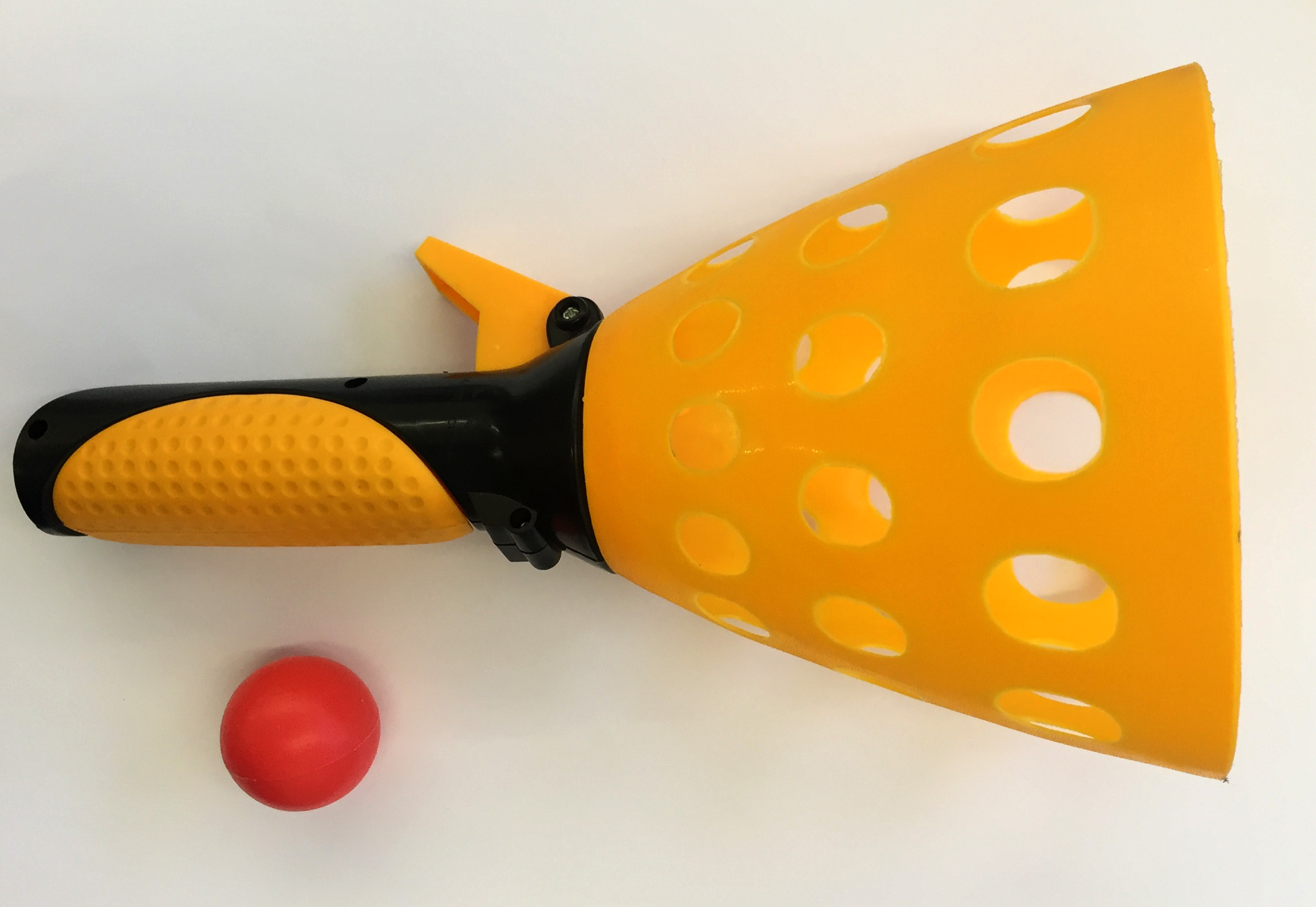
Vorne

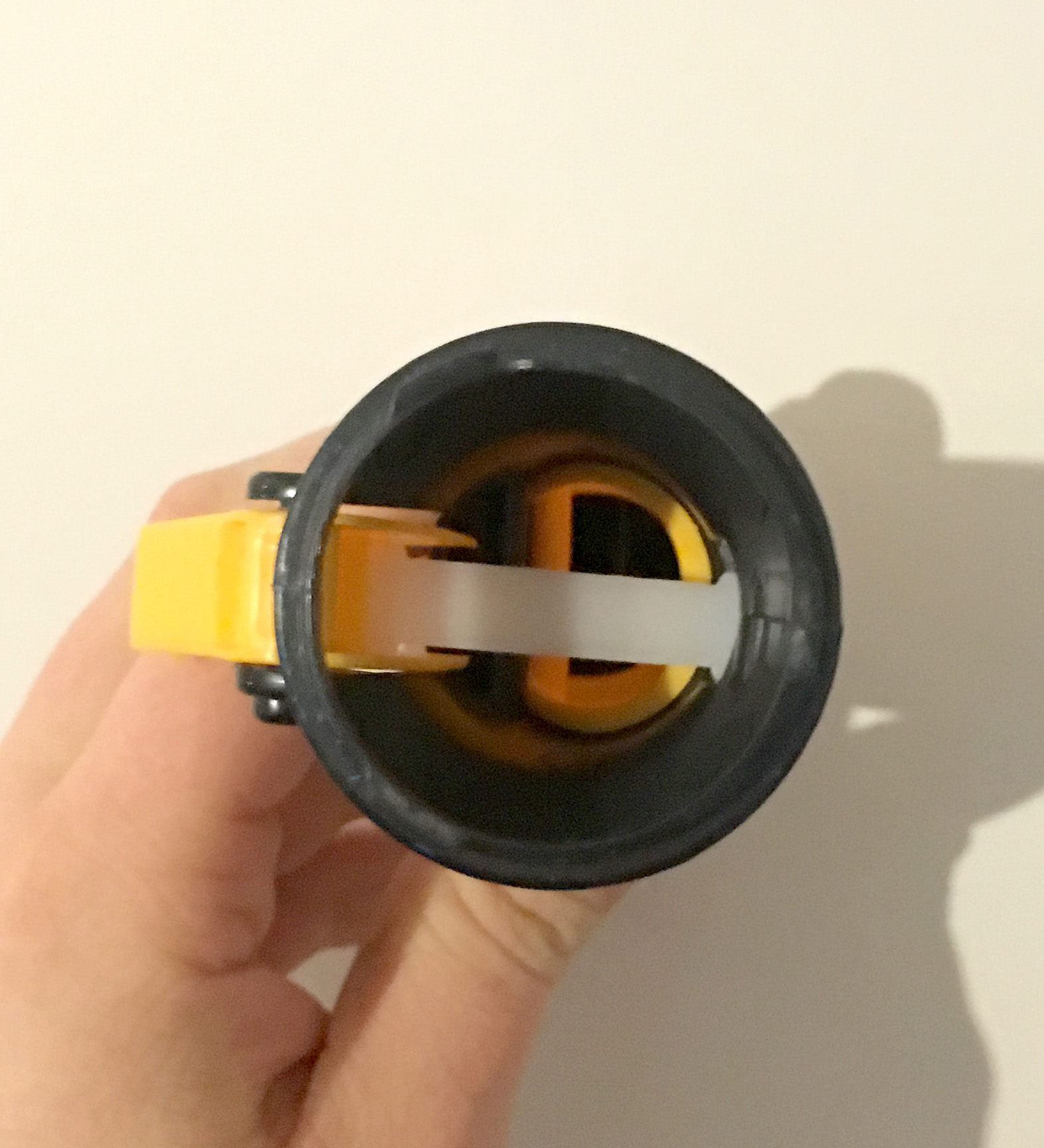
Schussmechanismus

## Geschichte
Trichterball kam in den 60er Jahren auf, jedoch ist über seinen Ursprung oder Erfinder nichts Näheres bekannt. Es entstand vermutlich als Variante des schon viel älteren Bilboquet, das sich bereits im 16. Jahrhundert großer Beliebtheit erfreute. So war zum Beispiel König Heinrich III. von Frankreich ein begeisterter Bilboquetspieler und trug somit maßgeblich zu dessen Popularität bei.

## Beschreibung
Trichterball besteht aus einem Ball und dem Trichterhorn, welches sich wiederum aus einem Griff und einem trichterförmigen Fangbecher zusammensetzt. In den Griff integriert ist ein Schussmechanismus, mit dem der Ball aus dem Becher befördert wird. Über einen Abzug wird Druck auf ein Plastikplättchen ausgeübt, das sich schlagartig nach oben krümmt und so den Ball aus dem Trichter schleudert. Je nach Bauweise und erwünschter Schusskraft kann das Plättchen auch aus anderen Materialien, wie zum Beispiel Bimetallen aus Zink und Stahl, bestehen.  Der Trichter selbst besteht zumeist aus flexiblem Kunststoff, um eventuelle Brüche zu vermeiden. Um den Luftwiderstand zu verringern, hat der Trichter Löcher, die je nach Modell von verschiedener Größe und Form sind. Der Griff wird aus hartem Kunststoff gefertigt, im Griff eingelassene Gummipads sollen ein Abrutschen während des Spielens verhindern. Im Unterschied zu herkömmlichen Fangbecher-Spielen ist beim Trichterball der Ball nicht per Schnur mit dem Fanghorn verbunden. Je nach Hersteller variieren die Modelle in Form und Farbe.

## Spielarten
Ziel des Spiels ist es, den Ball mit Hilfe des Fangbechers in die Höhe zu katapultieren und wieder aufzufangen. Oft wird der Ball auch gegen eine Wand gespielt, um dann wieder gefangen zu werden. In manchen Fällen wird das Spiel auch mit einem Gegenüber praktiziert, das den Ball mithilfe des Fangbechers auffängt und zurückspielt. 